# Southside Chesconessex (Virginia)
Southside Chesconessex è un census-designated place (CDP) degli Stati Uniti d'America, situato nello stato della Virginia, nella contea di Accomack. Secondo il censimento del 2020 gli abitanti di Southside Chesconessex ammontavano a 115.